# Palatino

Palatino - vzorek písma

Palatino je název patkového písma (serif), které navrhl typograf Hermann Zapf. Poprvé bylo vydáno v roce 1948 písmolijnou Linotype.
Palatino je pojmenováno podle italského kaligrafického mistra Giambattisty Palatina (asi 1515-1575) a je založeno na humanistických písmech italské renesance. Na rozdíl od renesančních písem, která mají tendenci používat menší písmena s delšími vertikálními tahy, má palatino větší rozměry a je považováno za mnohem čitelnější. Je to jedno z několika příbuzných Zapfových písem. Do téže skupiny patří kromě Palatina například Sistina, Michelangelo nebo Aldus.
Palatino bylo navrženo především pro nadpisy, ale stalo se populárním i pro běžný text, čímž zastínilo písmo Aldus, které pro tento účel Zapf zamýšlel. Patří mezi nejčastěji používaná (a kopírovaná) textová písma a je uváděno jako jedno z deseti nejpoužívanějších patkových písem. Začleněním do digitální technologie tisku PostScript se zajistila jeho budoucnost i v digitálním a stolním edičním systému.
Zapf i nadále spolupracoval na nových verzích, a to až do svých osmdesáti let. V roce 1999 revidoval Palatino pro Linotype a Microsoft a vytvořil tak písmo Palatino Linotype. Písmolijna Linotype později vydala spolu s digitalizací některých dalších Zapfových návrhů, inspirovaných renesancí, složitější redesign s názvem Palatino nova. Zapf ještě v roce 2006 vytvořil písma Palatino Sans a Palatino Sans Informal.